# Миша Димитријевић (политичар)
Миша Димитријевић (Нови Сад, 12. фебруар 1841 — Нови Сад, 23. децембар 1889.(јк)/4. јануар 1890) био је српски новинар и политичар.

## Биографија
Поједини извори на интернету наводе 1846. годину као годину рођења, али судећи по натпису на надгробном споменику, рођен је 1841. Потиче из угледне породице. Као питомац Текелијанума дипломирао је на Правном факултету у Пешти. Док је студирао био је секретар академског друштва. Активно је учествовао у Омладинском покрету и у неколико махова је био биран за секретара главног одбора Уједињене омладине српске. После забране рада Омладинског покрета у Војводини и Србији учествовао је у формирању Дружине за уједињење и ослобођење српско (1871) на Цетињу.
Био је близак сарадник Светозара Милетића. Године 1879.—86 је народни посланик у Српском црквеном сабору у Сремским Карловцима, где је после Милетићевог повлачења из политичког живота, био је вођа саборске већине и учествовао у борби против наметнутог патријарха Герман Анђелића.
Његов културни и политички рад био је везан за Матицу српску (више година је био потпредседник њеног књижевног одељења) и организовање Уједињене омладине српске. После распада Српске народне странке Светозара Милетића, постао је вођа огранка Српске либералне странке у Војводини. Службовао је у градском Магистрату, а једно време је и обављао функцију сенатора. Миша Димитријевић је био власник и главни уредник листа „Браник“, члан редакције листа Застава, Књижевног одељења Матице српске као и сарадник Српског кола. Пажњу јавности је привлачио и критикама које је објављивао у Летопису Матице српске.
Дана 23. децембра 1889. (4. јануара 1890. по новом календару) убио га је Јаша Томић, уредник листа „Застава“, због новинарских полемика које су добиле лични карактер. Инспирисан овим убиством драматург Радомир Путник написао је документарну драму у два дела „Туцинданска трагедија“ (убиство је било на православни празник Туциндан).
Сахрањен је на Алмашком гробљу у Новом Саду.